# Cyclone Yasi
Le cyclone Yasi est un cyclone tropical ayant frappé le nord du Queensland, en Australie en janvier 2011. Il est issu d'une dépression tropicale formée près des Fidji et s'est graduellement intensifié pour atteindre la catégorie 5 de l'échelle australienne des cyclones (haut de la catégorie 5 de l'échelle de Saffir-Simpson) avant de toucher la côte près de Mission Beach au sud de Cairns. Le système a ensuite poursuivi vers l'ouest-sud-ouest en faiblissant rapidement à cause de la friction et a fini sa vie dans le centre de l'Australie.
Yasi a affecté Vanuatu, les îles Salomon, la Papouasie-Nouvelle-Guinée et le nord de l'Australie, mais seul mort fut signalé. Il est l'un des plus importants cyclones jamais observés dans l'histoire de l'Australie et le plus coûteux à 3,6 millions $US pour les dommages. Ceux-ci ont été produits par le vent et l'onde de tempête et fut le quatrième à frapper la région du Queensland au cours de la saison 2010/11.

## Évolution météorologique
Le 29 janvier une dépression tropicale s'est formée près des îles Fidji. Elle se dirigeait vers l'ouest tout en s'intensifiant. Elle est devenue un cyclone tropical de catégorie 1 dans l'échelle australienne au nord de Vanuatu et fut nommée Yasi à 10 h locale le 30 janvier par le service météorologique des îles Fidji. 
Le système s'est intensifié en un cyclone de catégorie 3 à environ 17 h locale (UTC+10) le 31 janvier 2011. Vers le 1er février au soir, le cyclone s'est renforcé en un système de catégorie 4, puis le 2 février au matin, de catégorie 5 de l'échelle australienne d'intensité des cyclones avec des vents soutenus de 250 km/h (sommet de la catégorie 4 dans l'échelle de Saffir-Simpson).
Selon l'avis n° 21 du Bureau of Meteorology du 2 février à 21 h UTC+10, le système était centré à 110 km à l'est d'Innisfail et se déplaçait ouest-sud-ouest à 1 km/h, avec une pression centrale de 930 hectopascals.  Le système a un œil bien défini et une intensité de Dvorak de T6.5.
Selon l'avis n° 24 du même jour à 23 h 54 (UTC+10), l'œil du cyclone avait touché la côte entre Innisfail et Cardwell avec une pression centrale de 930 hPa et des vents soutenus pendant 10 min de 215 km/h au maximum. des rafales maximales sur 3 secondes estimées à 285 km/h, qui pourraient affecter une zone allant d'Ingham à Cairns selon la carte d'alerte pendant trois à quatre heures. L'œil est passé sur Mission Beach, peu avant minuit AEST puis au-dessus de Tully peu de temps après où la pression atmosphérique la plus basse de 929 hPa a été notée.
Le cyclone devrait revenir à un système de catégorie 3 à proximité de Georgetown, à 450 km à l'intérieur des terres et finalement redevenant une dépression tropicale près de la ville minière de Mount Isa.

## Impact

### Australie
Des dégâts majeurs par le vent ont été signalés entre Innisfail et Townsville, là où le centre du cyclone a traversé la côte. Tully et Cardwell ont ainsi subi des dommages importants aux structures et à la végétation lors du passage de l'œil sur l'île Dunk vers minuit le 2 février. Les plus grandes quantités de pluie sont tombés près et au sud du cyclone. Elles ont été de l'ordre de 200 à 300 mm dans la zone entre Cairns et Ayr, provoquant des inondations. Le maximum a été enregistré à Sud Mission Beach avec 471 mm, Hawkins Creek avec 464 mm, Zattas avec 407 mm et Bulgun Creek le long des bassins versants des rivières Tully et Herbert avec 373 mm.
Une onde de tempête de 5 mètres a été observée par le marégraphe du ministère de l'Environnement et de la gestion des ressources à Cardwell, ce qui est une surcote de 2,3 mètres au-dessus la plus haute marée astronomique. L'anomalie est survenu vers 1 h 30 à marée descendante, ce qui permit d'éviter des inondations plus graves. Certains inondations importantes, mais beaucoup moins substantielles, sont survenues durant la  marée haute en matinée du 3 février entre Cairns et Alva Beach, avec des pointes mesurées à Townsville à 0,6 m au-dessus de la normale, provoquant l'inondation dans certaines parties de la ville.
Un homme de 23 ans est mort par asphyxie des émanations d'une génératrice de secours utilisée dans un endroit clos à Bambaroo près d'Ingham.

### Ailleurs
Même si la tempête est passée à des centaines de kilomètres de la Papouasie-Nouvelle-Guinée, la bordure du cyclone a quand même donné de forts vents, une mer agitée et de fortes pluies sur le pays. Certaines régions ont été mises en alerte et les habitants enjoints de gagner des endroits élevés.

## Article relié
- Inondations de 2011 dans l'État de Victoria